# سنجاي كابور (سياسي)
سنجاي كابور (بالإنجليزية: Sanjay Kapoor)‏ هو سياسي هندي، ولد في 15 يوليو 1962 في الهند. حزبياً، نشط في المؤتمر الوطني الهندي.